# Thuận (xã)
Thuận là một xã thuộc huyện Hướng Hóa, tỉnh Quảng Trị, Việt Nam.
Xã Thuận có diện tích 22.08 km², dân số năm 1999 là 1794 người, mật độ dân số đạt 81 người/km².

## Hành chính
Xã Thuận được chia thành 8 thôn: Bản 7, Úp Ly 2, Thuận 1, Thuận 2, Thuận 3, Thuận 4, Thuận 5, Thuận Hòa.